# 郭涛 (演员)
郭涛（1967年12月17日—），中国大陆男演员。

## 生平
1969年出生于陕西西安的一个演艺世家，毕业于中央戏剧学院。做过话剧演员，亦出演多部影视剧。2006年出演电影《疯狂的石头》而为大多数人所知。妹妹郭月也是一名演员。

## 作品

### 电影
- 1991 《苦樂三兄弟》 飾 啞哥
- 1993 《方世玉》 飾 星爺
- 1994 《活着》 飾 春生
- 1994 《永失我爱》 飾 蘇凱
- 1994 《生死拍檔》 飾 鏘哥
- 1997 《爱情麻辣烫》 飾 余小輝
- 1998 《真假英雄兄弟情》 飾 阿康
- 1999 《扁担·姑娘》 飾 高平
- 2002 《天使不寂寞》 飾 郎卓
- 2004 《绿帽子（英语：Green Hat）》 飾 醫生
- 2005 《青春愛人事件》 飾 濤子
- 2006 《天生一對》 飾 廣告公司老闆
- 2006 《瘋狂的石頭》 飾 包世宏
- 2007 《落葉歸根》 飾 養蜂人
- 2007 《連環局》 飾 王森
- 2007 《鳳凰》 飾 老良頭
- 2007 《大電影2.0：兩個傻瓜的荒唐事》 飾 文耀
- 2008 《婚禮2008》 飾 老郭
- 2008 《過界》 飾 顧濤
- 2008 《桃花運》 飾 張蘇
- 2009 《家有喜事2009》 飾 老闆
- 2009 《高興》 飾 劉高興
- 2009 《過去未來》 飾 趙磊
- 2010 《越光寶盒》 飾 華佗
- 2010 《玩酷青春》 飾 何友慶
- 2010 《孕味十足》
- 2010 《魔俠傳之唐吉可德》 飾 唐吉可德
- 2010 《愛情維修站》 飾 葛大偉
- 2011 《囧探佳人》 飾 卡乃吉
- 2011 《萬有引力》 飾 王勇
- 2011 《建黨偉業》 飾 陶成章
- 2012 《黃金大劫案》 飾 瘋爹（金鏢十三郎）；获得长春电影节最佳男配角奖
- 2012 《百萬巨鱷》 飾 王北極
- 2012 《白鹿原》 飾 鹿兆鵬
- 2013 《毒戰》 飾 大聾
- 2013 《光輝歲月》 飾 柳傲天
- 2013 《盲探》 飾 司徒法寶[1]
- 2013 《致命閃玩》 飾 張警官
- 2014 《爸爸去哪兒大电影》 飾 郭濤
- 2014 《歸來》 飾 劉亮
- 2014 《洋妞到我家》
- 2014 《心花路放》
- 2015 《爸爸的假期》 飾 郭濤
- 2015 《烈日灼心》飾 楊自道
- 2016 《年兽大作战》飾 大东(配音)
- 2016 《陆垚知马俐》飾 陆垚父亲 (客串)
- 2016 《我不是潘金莲》飾 趙大頭
- 2017 《明月几时有》飾 茅盾
- 2019 《欲念游戏》饰 郭实(兼任"導演")
- 2021 《没有过不去的年》饰 王自建
- 2021 《古董局中局》饰 许和平
- 2022 《追光》
- 2022 《一盘大棋》(網絡電影)
- 2022：《因爱而伟大》
- 2023 《可不可以不要离开我》饰 叶华
- 2023 《普通男女》饰 马怀得
- 2024 《三叉戟》
- 2025 《莫莉的冒险》

### 电视剧
- 《相煎上海滩》
- 《黑三角》
- 《都是天使惹的祸》
- 《给婚姻放个假》
- 《迷情天使》
- 《立案侦察》
- 《亲密爱人》
- 《蜕变》（又名《1.2亿》）
- 《决不饶恕》
- 《说老公坏话》
- 《古灵精怪苗翠花》
- 《疯狂的县令》
- 《红色档案》
- 《家变》
- 《云雀行动》
- 《高山流水》
- 《明星制造》
- 《我爱我家》
- 2002《可怜天下男人心》
- 2010《大女当嫁》
- 2011《彈孔》
- 2011《对阵》
- 2011《节振国传奇》
- 2012《那样芬芳》
- 2012《雪狼谷》
- 2013《对与决》
- 2013《九年》
- 2014《父母爱情》
- 2015《温州两家人》饰 侯三寿
- 2016《还是夫妻》饰 唐健
- 2016《有你就好》(原名:九年)饰 杜腾飞
- 2018《江河水》饰 秦池
- 2019 《加油，你是最棒的》饰 王導
- 2020《安家》饰 闞先生(客串)
- 2020《摩天大楼》(网络剧)饰  钟敬国
- 2020《在一起》饰 董克辉
- 2020《石头开花》 饰 周志永
- 2021《理想照耀中国》 饰 孙文海
- 2021《光荣与梦想》饰  陈公博(客串)
- 2021《功勋》饰 张富清
- 2022《爱情筑梦师》 (2015年拍攝)饰 殷维
- 2022《星汉灿烂/月升滄海》(网络剧)饰 程始
- 2022《大考》饰 秦建国
- 2022《信仰》 饰 李克农
- 2023《父辈的荣耀》 饰 顾长山
- 2024《幸福草》饰 黎长欢
- 2024《山花烂漫时》饰 刘青永(客串)
- 2024《好运家》饰 罗福全
- 2025《似锦》(网络剧)饰 景明帝
- 2025《长安的荔枝》饰 刘署令
- 待播《太阳照耀独龙江》
- 待播《生逢其时》

### 綜藝節目
- 2013年 電視劇湖南版《爸爸去哪兒 (第一季)》

### 话剧
- 《等待戈多》
- 《思凡》
- 《阳台》
- 《放下你的鞭子·沃依采克》
- 《死无葬身之地》
- 《恋爱的犀牛》

## 荣誉
- 北京影视颁奖典礼荣获演技突破男演员奖（2009年）
- TIME OUT城市英雄――非凡舞台演员奖（2009年）
- 长春电影节最佳男配角奖——《黄金大劫案》（2012年）
- 第18屆上海國際電影節金爵獎最佳男主角--《烈日灼心》(2015年)

## 家庭
郭涛的妻子是李燃。二人育有一子郭子睿（小名“石頭”），郭子睿在2013年10月參加了中国大陆湖南衛視《爸爸去哪兒》第一季的节目录制。

## 争议
2020年4月底，有网友分享了郭涛2014年出版的教子书《父亲的力量》中的部分内容，称自己在遇到老婆李燃之前，在混乱的感情中有一段刻骨铭心的感情经历，当时的女友比较“娇生惯养”，自己在一次送她去学校的时候在门口两人发生争执，他就把对方拉进车里扇了一个耳光，还称要给女人一个底线“她马上就老实了”。他还表示“又闹又折腾”是“女演员通病”。对此，郭涛在4月30日发微博，就书中不尊重女性的不当言论道歉。